# Odontomyia calva
Odontomyia calva är en tvåvingeart som beskrevs av Lindner 1972. Odontomyia calva ingår i släktet Odontomyia och familjen vapenflugor. Inga underarter finns listade i Catalogue of Life.